# São Martinho (Covilhã)
São Martinho ist ein Ort und eine ehemalige Gemeinde (Freguesia) im portugiesischen Kreis Covilhã. Die Gemeinde hatte 4160 Einwohner (Stand 30. Juni 2011).
Am 29. September 2013 wurden die Gemeinden Covilhã (São Martinho), Covilhã (São Pedro), Canhoso, Covilhã (Conceição) und Covilhã (Santa Maria) zur neuen Gemeinde União das Freguesias de Covilhã e Canhoso zusammengeschlossen.